# Fattah (missile)
Le Fattah (en persan : فتاح) est un missile balistique hypersonique iranien à moyenne portée, produit par la Force aérospatiale du Corps des Gardiens de la révolution islamique en 2023. Selon les responsables du programme, il a une portée de 1 400 km et une vitesse de Mach 13-15. Il serait capable, grâce à sa grande manœuvrabilité, de contrer tous les systèmes de défense antimissile,,,,.
Son nom, qui signifie « vainqueur » en arabe, a été choisi par le Guide suprême iranien.

## Caractéristiques techniques
Le Fattah est un missile à combustible solide, à deux étages, à guidage de précision, avec une portée maximale de 1 400 km et une vitesse terminale comprise entre Mach 13 et Mach 15. Son ogive dispose d'un moteur-fusée ayant une chambre de combustion sphérique équipée d'une tuyère mobile (cardan) qui lui permet de se déplacer dans toutes les directions, le rendant manœuvrable,,.
Son premier étage est similaire à celui du missile Kheibar Shekan qui possède déjà une capacité de manœuvre. Son véhicule de rentrée, équipé de quatre ailerons de direction, semble utiliser un moteur similaire à l'Arash-24 (propergol solide), officiellement développé pour des étages supérieurs de lanceurs spatiaux comme le Saman-1 (en). Ce moteur permet au véhicule de rentrée de rester manœuvrable pendant toutes les phases de vol.
Selon le chef du Corps des gardiens de la révolution islamique, il dispose d’une capacité d’intelligence artificielle.
Selon les responsables, il peut manœuvrer dans l’atmosphère et hors de celle-ci. Il est prétendument capable de contourner tous les systèmes antimissiles et peut donc les cibler.

## Historique
Le 10 novembre 2022, lors du 11e anniversaire de la mort d'Hassan Tehrani Moghaddam, connu comme le « père des missiles iraniens », l'Iran a annoncé qu'il avait construit un missile balistique hypersonique avancé, le qualifiant de « saut générationnel majeur ». Le général de brigade Amir Ali Hajizadeh, commandant de la Force aérospatiale du Corps des Gardiens de la révolution islamique, a déclaré que le missile a une vitesse élevée et peut manœuvrer au-dessous et au-dessus de l'atmosphère terrestre. Il a déclaré qu'il « peut contrer tous les systèmes de défense antimissile » et également les cibler et a ajouté qu'il pensait qu'il faudrait des décennies avant qu'un système capable de l'intercepter ne soit développé,,,. Le lendemain, il a déclaré que les tests avaient été effectués et que le missile serait dévoilé en temps voulu.
La cérémonie de présentation a eu lieu le 6 juin 2023,,,,,,,,.
L'Iran a fait usage de ces missiles pour la toute première fois, lors de son attaque d'Israël de la soirée du 1er octobre 2024. Plus de 180 missiles balistiques ont été lancés à travers le Moyen-Orient contre Israël, mais également contre la Jordanie, qui a subi des pertes humaines, et qui dit avoir intercepté plusieurs missiles balistiques en sa direction et celle d'Israël. Israël fait part de 2 personnes blessées, et d'un mort palestinien, à cause des débris .
Au cours de l'opération iranienne Promesse honnête 3 dans le cadre du conflit armé opposant l'Iran à Israël à partir du 13 juin 2025, l'Iran affirme avoir fait usage de ces missiles pour frapper Israël.

## Galerie

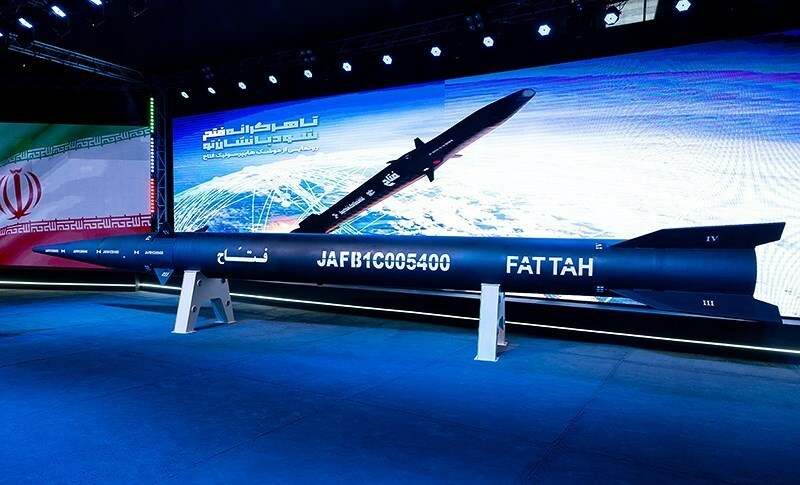
Fattah à la cérémonie de présentation du 6 juin 2023.
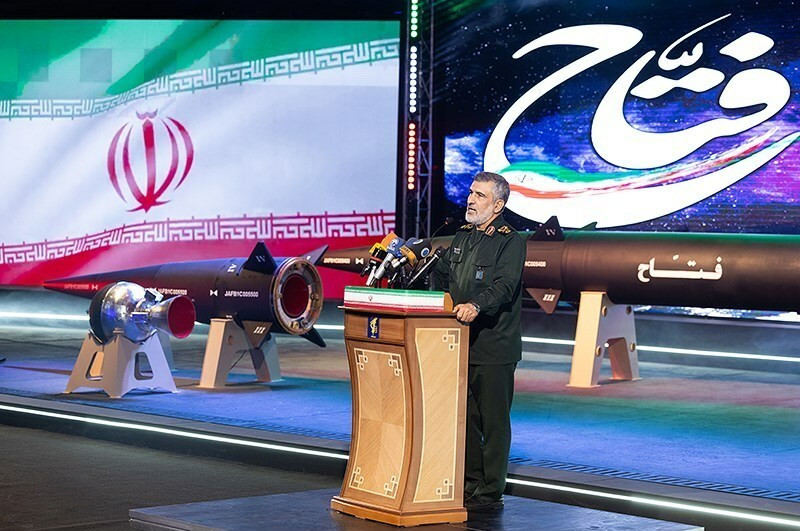
Le général de brigade Amir Ali Hajizadeh à la cérémonie de présentation.
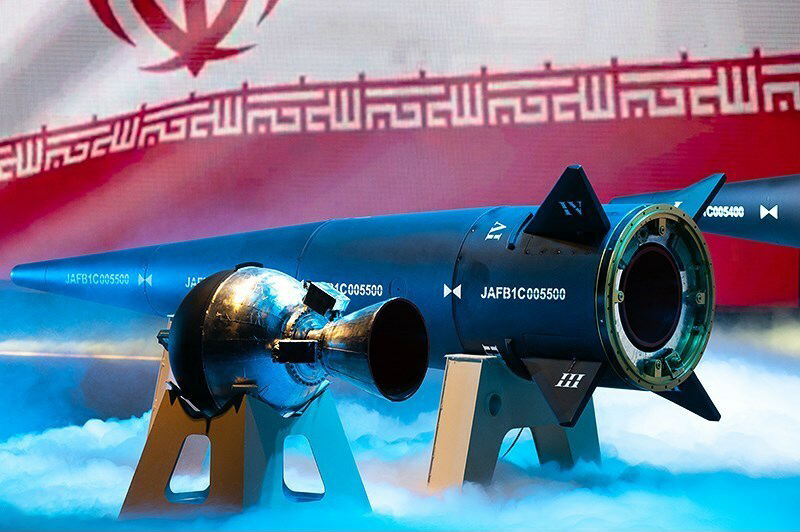
Ogive et son moteur-fusée.